# 朱當沍
歸善王朱當沍（1477年—1514年），明朝魯藩第一代歸善王，明太祖第十子魯荒王朱檀的玄孫，魯莊王朱陽鑄第十子（庶子中排第六）。

## 生平
成化十三年（1477年）出生。成化十八年（1482年）四月，獲賜名當沍。弘治元年（1488年）九月，封歸善王，正德九年（1514年），被廢為庶人，發往鳳陽高牆，同年自殺，享年三十八歲。

### 勇退流賊
朱當沍素來勇猛慓悍，正德七年（1512年），有流賊攻擊兗州府，朱當沍向護衛借用盔甲及弓弩，率領家眾登城，以弓弩射退賊人，其父魯王朱陽鑄聽聞後，降敕褒獎他，朱當沍因此更加喜愛兵事，聽聞士卒袁質善於射藝，遂召袁質前來較量勝負，朱當沍此後與袁質甚為親厚，並曾賞賜袁質錢布等物。

### 梁穀妄言
當時吏部主事梁穀乃東平當地望族，為宋朝狀元梁灝、梁固父子的後裔，梁穀居鄉凶戾，行為多不檢點，又倚仗惡少為助橫行鄉里。但梁穀中了進士顯貴之後，當地惡少們仍經常往來其家門，梁穀對此頗為厭惡，卻苦於無法可想。
正德九年，東平人西鳳竹欺騙梁穀，妄稱惡少袁質、趙岩等人糾眾數千，將發動叛亂。梁穀聽信西鳳竹之言後，頗為心動，認為是除掉惡少們的機會，遂派人詢問屈昂此事真偽，但屈昂亦是無賴之徒，亦向梁穀謊稱真有叛亂之事，又有劉升者，素來與梁穀有交情，梁穀也向劉升詢問此事，而劉升曾被千戶王瓚羞辱，便藉機誣陷王瓚亦參與其中。梁穀遂誣陷袁、趙諸人將行謀逆，並向楊一清謊稱將有叛亂發生，此事上報兵部討論後，尚書陸完乃命山東鎮巡官逮捕謀逆黨羽，並命令總兵劉暉率軍駐守濟寧，以防有變。

### 郡王之冤
朱當沍時常飲酒，多有過失，又與魯王府長史馬魁有舊怨。馬魁乃趁著梁穀誣告袁質等人謀逆的機會，向朱當沍之父魯王朱陽鑄曰：「不先發，禍且及王。」魯王感到害怕，遂上奏稱其子朱當沍勾結袁質、趙岩諸人意欲造反。
京師因此傳言宗室間將有大變，朝廷遂復議用兵，命令總兵郤永率領邊軍駐守德州，副總兵桂勇駐守大名，遊擊將軍賈鑒駐徐州，並敕令河南都御史陳珂、淮陽都御史張縉分守要害。明武宗並派遣太監溫祥與大理寺少卿王純、錦衣衛指揮韓端等前往逮捕朱當沍，溫祥等人派兵包圍歸善王府，當時朱當沍方飲而臥，與袁質等人皆束手就擒，朱當沍曰：「我何罪而繫我？」搜索其兵器，僅是先前向護衛所借弓弩而已。
馬魁擔憂事情敗露，遂向鎮守太監畢真行賄，然而賄賂之事反被畢真告發，巡按李翰臣因此彈劾梁穀挾怨報復邀功，並進言朱當沍之罪成於長史馬魁，乞置二人於法，但明武宗身邊近倖正欲藉此事邀功，希望能有如平定安化王之亂般的功勳，憑此邀功進爵，因此指責李翰臣乃為叛賊掩飾，反將李翰臣逮捕入獄。
後三法司及審理官員，讓袁質等人以及馬魁與朱當沍互相抗辯，經過審訊，皆無謀反情狀，眾人皆知朱當沍並無謀逆情事，然而並無人敢為朱當沍申冤，最後竟以私藏護衛兵器違反祖訓等罪名廢朱當沍為庶人，袁質及其家屬流放肅州，西鳳竹、屈昂流放關外，馬魁以誣告罪名斬首，被牽連致死者甚眾，王瓚亦死於流放途中，李翰臣則貶官為德州判官，梁穀為首惡，卻因為楊一清的庇護，免於受到處罰。

### 身亡
朱當沍被送往鳳陽高牆時，命令內監護送，此時朱當沍仍不知已被廢為庶人，內監欺騙朱當沍曰：「至鳳陽謁祖陵耳。」等抵達監禁處後，朱當沍問曰：「此何地？」對曰：「高牆。」朱當沍乃大慟曰：「冤乎！」當日即以頭觸牆而死，聽聞此事者莫不感到哀傷。

## 家庭

### 妻妾
- 胡氏，知縣胡紳長女，弘治九年（1496年）十一月冊為歸善王妃[7]。

### 子
- 歸善康肅王朱健𣐬，嘉靖十九年（1540年）復封歸善王王爵[8]。
- 朱健檈

### 女
- 通渭縣主[9]